# أ. كلاين
أ. كلاين (بالإنجليزية: A. J. Klein) (و. 1991  م) هو لاعب كرة قدم أمريكية أمريكي، ولد في أبليتون، مركز لعبه هو ظهير ‏.

## التعليم
تعلم في Kimberly High School (Wisconsin) ‏
.